# 無表色
無表色，又譯無作色、無表業、假色，簡稱為無表、無作、無教，佛教術語，由說一切有部提出，意指潛藏於人類身體中的無形色法，雖然無法從外表觀察到，但可形成人類的習慣與人格個性，無形之中影響身體與語言的行動。為色法與業力中的一種，但因為沒有外在形質，不能表示（vijñapti）令他了知，所以稱為無表色或無表業。

## 概論
在梵文中，了別意指具備能夠被他人所感知到的特性，加上否定詞頭a-，則是指無法被人認知或辨別。因此，能夠被認知到的色，為表色；而無法被認知到的色，為無表色。
在佛教中，構成世界的所有物質，皆是屬於色法。說一切有部認為，業力是一種色法，在色法中，具備能夠被人類直接認知到的色法，稱為表色；相對於表色，則是沒有形質，不能被人類感官直接觀察到，但是具備物質特性的色法，稱為無表色。
無表色藏於人類身體內部，無法被直接從外部觀察到，與意業共同運作，但可依身業與口業表現於外。以受戒為例，當人接受佛教戒律後，在內心升起善心，形成一種潛藏在身體中為善、不為惡的心理習慣，即是無表色的作用所致。
表色有兩種，一種稱為可見有對，一種稱為不可見有對；無表色則為不可見無對。